# مهدی‌آباد (کرمانشاه)
مهدی‌آباد روستایی در دهستان بالادربند بخش مرکزی شهرستان کرمانشاه استان کرمانشاه ایران است.

## جمعیت
بر پایه سرشماری عمومی نفوس و مسکن در سال ۱۳۹۵ جمعیت این روستا ۳۳ نفر (۸خانوار) بوده‌است.